# Максим (Цицимбакос)
Митрополит Максим (греч. Μητροπολίτης Μάξιμος, в миру Спиридон Цицимбакос, греч. Σπυρίδων Τσιτσιμπάκος; 11 (24) мая 1933, Афины, Греция) — епископ старостильной Церкви истинно-православных христиан Греции (Синод Хризостома); митрополит Фессалоникийский и Димитриадский (1998—2015).

## Биография
Родился 11 (24) мая 1933 года в Афинах, в Греции и с раннего возраста являлся последователем «хризостомовского» («флоринитского») Синода Церкви ИПХ Греции.
В 1950 году поступил в братство старостильного мужского монастыря в честь иконы Божией Матери «Достойно есть», в котором принял пострижение в великую схиму с наречением имени Максим.
В 1961 году епископом Талантийским Акакием (Паппасом-старшим) был последовательно рукоположен в сан иеродиакона и иеромонаха и длительное время проживал в братстве старостильного Покровского мужского монастыря в деревне Кератея в Аттике, параллельно совершая приходское служение в близлежащих населенных пунктах.
С 1977 по 1978 годы был игуменом Покровского мужского монастыря в деревне Кератея и возведён в достоинство архимандрита.
В 1979 году поддержал линию митрополита Коринфского Каллиста (Макриса), повлекшую за собой образование т. н. «каллистовского» Синода церкви ИПХ Греции. Пребывая в юрисдикции «каллистовского» Синода, 20 февраля 1979 года был рукоположен в сан епископа Магнезийского.
В 1982 году вновь воссоединился с «флоринитским» Синодом церкви ИПХ Греции и был принят в архиерейском сане с определением на кафедру митрополита Кефалонийского. Позднее избран митрополитом Димитриадским и Магнезийским.
В 1995 году назначен местоблюстителем Фессалоникийской митрополии, а в 1998 году избран митрополитом Фессалоникийским и Димитриадским. С 19 сентября по 5 октября 2010 года исполнял обязанности местоблюстителя Афинской архиепископской кафедры на которую был избран митрополит Каллиник (Сарандопулос).
В настоящее время является членом Синодальной Комиссии по догматическим и каноническим вопросам.
В сентябре 2015 года был уволен на покой.